# 塔卢瓦尔
塔卢瓦尔（法語：Talloires，法語發音：[talwaʁ]）是法国上萨瓦省的一个旧市镇，位于该省中部，属于阿讷西区。2016年1月1日，塔卢瓦尔和相邻的蒙曼合并成为新市镇塔卢瓦尔-蒙曼，塔卢瓦尔为新市镇行政中心。

## 地理
塔卢瓦尔（45°50'25"N, 6°12'49"E）面积20.69 平方千米，位于法国奥弗涅-罗讷-阿尔卑斯大区上萨瓦省，该省份为法国东部省份，历史上为薩伏依的一部分，北与瑞士接壤，西接安省，南至萨瓦省，东与瑞士和意大利接壤。
与塔卢瓦尔接壤的市镇（或旧市镇、城区）包括：杜萨尔、杜安。
塔卢瓦尔的时区为UTC+01:00、UTC+02:00（夏令时）。

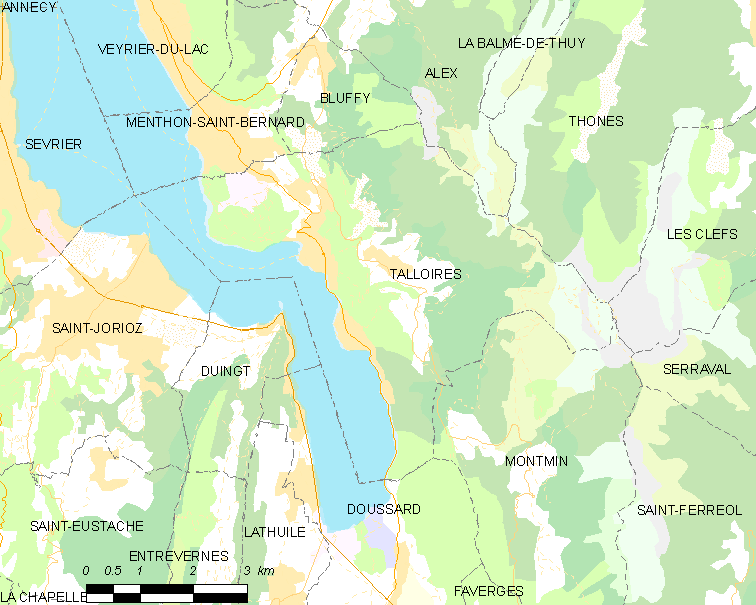
塔卢瓦尔的OSM定位图

## 行政
塔卢瓦尔的邮政编码为74290、74210，INSEE市镇编码为74275。

## 政治
塔卢瓦尔所属的省级选区为法韦日-塞特内县。

## 人口

1962-2008年间塔卢瓦尔人口变化图示

塔卢瓦尔于2018年1月1日时的人口数量为1641人。